# John Harold
Pour les articles homonymes, voir Harold.
John Harold (9 novembre 1873-16 février 1947) est un homme politique canadien de l'Ontario. Il est député fédéral unioniste (conservateur) de la circonscription ontarienne de Brant de 1917 à 1921.

## Biographie
Né à Brantford en Ontario, Harold est élu en 1917. Après avoir servi pendant un mandat, il ne se représente pas en 1921.
En 1930, il tente sans succès un retour en tant que candidat libéral dans Brant.
Il meurt à son domicile de Paris en Ontario en février 1947.